# 丁丁和叢林戰士
（大陸舊譯《丁丁与流浪汉》、《丁丁与流浪汉》），於1976年首次出版，為比利時漫畫家埃爾熱创作的《丁丁歷險記》漫画系列的第23部作品，也是该系列的最後一部完整作品。本作與《丁丁在蘇聯》、《丁丁在剛果》同列為丁丁歷險記中最受爭議的作品之一，但前兩者主要涉及政治爭議，而本作涉及藝術爭議。

## 故事簡介
為營救身陷囹圄的畢安卡等好友，丁丁一行人流落森林，遇上阿卡扎爾將軍。於是丁丁決定冒險一拼──協助阿卡扎爾和他的叢林戰士，推翻塔比奧卡政權。不料叢林戰士卻中了塔比奧卡的奸計，潰不成軍，弄得阿卡扎爾一籌莫展。丁丁憑藉圖納思的新發明，戲劇性地令軍隊重振士氣、直搗黃龍。

## 外部連結
- Tintin and the Picaros（页面存档备份，存于） at Tintinologist.org